# احمد پاشا رومی
احمد بن ولی‌الدین حسینی شهرت‌یافته به احمد پاشا رومی (؟ –۱۴۹۶ م) قاضی، آموزگار دربار، والی در بخش‌های از آناتولی، شاعر و ادیب عرب‌زبان تُرک بود.